# Hera Hilmar
Hera Hilmar, nata Hera Hilmarsdóttir (Reykjavík, 27 dicembre 1988), è un'attrice islandese.
È famosa per la sua interpretazione di Vanessa Moschella in Da Vinci's Demons e per il ruolo di Eik nel film islandese Vonarstræti.
È stata inoltre nominata per un Edda nel 2007, per la parte che recitava in The Quiet Storm.

## Biografia
Si è diplomata alla London Academy of Music and Dramatic Art. È figlia dell'attrice Þórey Sigþórsdóttir e del regista Hilmar Oddsson.

## Filmografia

### Cinema
- Smáfuglar, regia di Rúnar Rúnarsson (2008)
- Anna Karenina, regia di Joe Wright (2012)
- Il quinto potere (The Fifth Estate), regia di Bill Condon (2013)
- We Are the Freaks, regia di Justin Edgar (2013)
- S.O.S. Natale (Get Santa), regia di Christopher Smith (2014)
- Vonarstræti, regia di Baldvin Zophoníasson (2014)
- The Oath - Il giuramento (Eiðurinn), regia di Baltasar Kormákur (2016)
- Un uomo ordinario, regia di Brad Silberling (2017)
- Il tenente ottomano (The Ottoman Lieutenant), regia di Joseph Ruben (2017)
- The Ashram, regia di Ben Rekhi (2018)
- Macchine mortali (Mortal Engines), regia di Christian Rivers (2018)[5][6]
- Svar við bréfi Helgu

### Televisione
- Leaving – miniserie TV, 3 puntate (2012)
- Mondo senza fine (World Without End) – miniserie TV, 2 puntate (2012)
- Da Vinci's Demons – serie TV, 25 episodi (2013-2015)
- Harley and the Davidsons – miniserie TV, 2 puntate (2016)
- The Romanoffs – serie TV, episodio 1x08 (2018)[7]
- See – serie TV, 24 episodi (2019-2022)[8]

## Doppiatrici italiane
Nelle versioni in italiano dei suoi film, Hera Hilmar è stata doppiata da:
- Valentina Favazza in Da Vinci's Demons, Il tenente ottomano
- Rossa Caputo in Macchine mortali, See